# 南市場駅
南市場駅（なんしじょう-えき）は中華人民共和国遼寧省瀋陽市和平区に位置する瀋陽地下鉄1号線の駅である。

## 駅構造
島式ホーム1面2線の地下駅で、ホームドア設置駅。出口はBの1箇所ある。
のりば
駅北側から、
| ■1号線 | 瀋陽駅・十三号街方面   |
| ■1号線 | 青年大街・黎明広場方面 |

## 駅周辺
- 和平区人民政府
- 和平区紀律検査委員会
- 瀋陽市公安局交通警察支隊
- 和平区図書館
- 和平区信訪大厅
- 皇城酒店公寓
- 華泰保険股份有限公司
- 広大家私城
- 遼寧省博物館

## 歴史
- 2010年9月27日 - 開業。

## 隣の駅
瀋陽地下鉄
■1号線
太原街駅 - 南市場駅 - 青年大街駅